# Bulgarische Fußballmeisterschaft 1941
Die Bulgarische Fußballmeisterschaft 1941 war die 17. Spielzeit der höchsten bulgarischen Fußballspielklasse. Meister wurde zum fünften Mal Slawia Sofia.

## Modus
Das Liga-System der letzten Jahre wurde aufgrund der hohen Kosten, die von den Klubs außerhalb Sofias verursacht wurden, verworfen. Die zwölf Gewinner der regionalen Meisterschaften ermittelten im Pokalmodus mit Hin- und Rückspiel den Meister.
Vereine aus Vardar-Mazedonien, Thrakien und Mazedonien waren ebenso teilnahmeberechtigt, da sie während des Zweiten Weltkriegs unter bulgarischer Verwaltung standen. Es nahm jedoch nur eine Mannschaft aus Skopje teil.

## Teilnehmer
| - FK '13 Sofia - Chadschi Slawtschew Pawlikeni - Lewski Plowdiw - Napredak Russe - Partschewitsch Plowdiw - Slawia Sofia | - Sportklub Plowdiw - Titscha Warna - Wladislaw Warna - Zar Krum Bjala Slatina - ZSK Sofia - Makedonija Skopje |

## 1. Runde
|                        | Gesamt |                               | Hinspiel | Rückspiel |
| ---------------------- | ------ | ----------------------------- | -------- | --------- |
| FK '13 Sofia           | 6:0    | Wladislaw Warna               | 03:0 1   | 03:0 1    |
| Zar Krum Bjala Slatina | 7:1    | Partschewitsch Plowdiw        | 6:1      | 1:0       |
| Lewski Plowdiw         | 4:2    | Chadschi Slawtschew Pawlikeni | 4:1      | 0:1       |
| Napredak Russe         | 3:4    | ZSK Sofia                     | 1:3      | 2:1       |
| Titscha Warna          | 1:2    | Slawia Sofia                  | 1:2      | 0:0       |
| Makedonija Skopje      | 2:4    | Sportklub Plowdiw             | 2:1      | 00:3 2    |

## Viertelfinale
|                        | Gesamt |                | Hinspiel | Rückspiel |
| ---------------------- | ------ | -------------- | -------- | --------- |
| Slawia Sofia           | 4:1    | FK '13 Sofia   | 0:0      | 4:1       |
| Sportklub Plowdiw      | 0:3    | ZSK Sofia      | 0:2      | 0:1       |
| Zar Krum Bjala Slatina | 1:1    | Lewski Plowdiw | 0:0      | 1:1 n. V. |

### Entscheidungsspiele
|                        | Gesamt |                | Hinspiel | Rückspiel |
| ---------------------- | ------ | -------------- | -------- | --------- |
| Zar Krum Bjala Slatina | 4:5    | Lewski Plowdiw | 2:2      | 2:3       |

## Halbfinale
Ein Freilos erhielt: ZSK Sofia
|                | Gesamt |              | Hinspiel | Rückspiel |
| -------------- | ------ | ------------ | -------- | --------- |
| Lewski Plowdiw | 0:5    | Slawia Sofia | 0:3      | 0:2       |

## Finale
|              | Gesamt |           | Hinspiel | Rückspiel |
| ------------ | ------ | --------- | -------- | --------- |
| Slawia Sofia | 2:1    | ZSK Sofia | 0:0      | 2:1       |